# Беро, Жан Жак
Жан Жак Беро (фр. Jean-Jacques Beraud; 5 февраля 1753, Аллона, рядом с Кастелланом — 1 февраля 1794, Картахена) — французский священник, физик, гидравлик и натуралист.
Беро был лектором и профессором математики и экспериментальной физики в коллеже в Марселе; когда во Франции вспыхнула Революция, он после событий 31 мая бежал в Испанию и получил там должность инженера-гидравлика при постройке порта в Картахене, прожив в этом городе до конца жизни.
Основные работы: «Mémoires sur l'éducation des abeilles», «Sur une machine propre à pecher le corail» (Journ. de phys. том II, 1792), «Mem. pour servir à l’histoire naturelle de la Provence» (там же, 1792), «Mem. sur cette question: quelle est la manière la plus simple, la plus promte et la plus exacte de reconnaître la présence de l’аlun dans le vin» (там же, 1791).